# 2009年全国游泳锦标赛
2009年全国游泳锦标赛于8月27日—8月31日在北京国家游泳中心（“水立方”）举行，共有全国24支运动队400余名运动员参赛。

## 奖牌榜
| 排名 | 代表队   | 金牌 | 銀牌 | 銅牌 | 总数 |
| ---- | -------- | ---- | ---- | ---- | ---- |
| 1    | 上海     | 16   | 15   | 7    | 38   |
| 2    | 广东     | 6    | 3    | 7    | 16   |
| 3    | 江苏     | 4    | 7    | 6    | 17   |
| 4    | 广州军区 | 3    | 6    | 6    | 15   |
| 5    | 北京     | 3    | 1    | 3    | 7    |
| 6    | 解放军   | 3    | 1    | 1    | 5    |
| 7    | 海军     | 1    | 1    | 0    | 2    |
| 8    | 黑龙江   | 1    | 0    | 2    | 3    |
| 9    | 云南     | 1    | 0    | 0    | 1    |
| 10   | 浙江     | 0    | 2    | 0    | 2    |
| 11   | 河南     | 0    | 1    | 5    | 6    |
| 12   | 天津     | 0    | 1    | 0    | 1    |
| 13   | 湖北     | 0    | 0    | 1    | 1    |
| 总计 | 总计     | 38   | 38   | 38   | 114  |

## 比赛结果

### 男子项目
| 项目         | 金牌                               | 金牌     | 银牌                | 银牌     | 铜牌                | 铜牌     |
| 50 自        | 史润强 （广东）                    | 21.95AS  | 施扬 （上海）       | 22.40    | 由天宇 （江苏）     | 22.42    |
| 100 自       | 史润强 （广东）                    | 48.79    | 刘禹 （广东）       | 49.82    | 曾宪樑 （广东）     | 50.34    |
| 200 自       | 蒋海琦 （上海）                    | 1:47.61  | 张中朝 （上海）     | 1:48.77  | 戴骏 （上海）       | 1:49.07  |
| 400 自       | 蒋海琦 （上海）                    | 3:48.85  | 祖立军 （江苏）     | 3:48.98  | 戴骏 （上海）       | 3:49.24  |
| 1500 自      | 祖立军 （江苏）                    | 15:03.12 | 季志祥 （江苏）     | 15:16.48 | 徐文超 （上海）     | 15:34.14 |
|              |                                    |          |                     |          |                     |          |
| 50 蝶        | 张芳强 （广东）                    | 24.03    | 史腾飞 （北京）     | 24.04    | 刘建平 （江苏）     | 24.60    |
| 100 蝶       | 张芳强 （广东）                    | 52.91    | 蒋海琦 （江苏）     | 53.86    | 冯琪 （河南）       | 53.87    |
| 200 蝶       | 郑雷 （海军）                      | 1:58.60  | 金涛 （上海）       | 1:59.68  | 祖立军 （江苏）     | 2:00.00  |
|              |                                    |          |                     |          |                     |          |
| 50 蛙        | 林振宇 （广东）                    | 28.44    | 罗俊 （上海）       | 28.60    | 李天皓 （广州军区） | 28.75    |
| 100 蛙       | 谢智 （云南）                      | 1:02.56  | 陈程 （上海）       | 1:03.14  | 周士博 （黑龙江）   | 1:03.35  |
| 200 蛙       | 陈程 （上海）                      | 2:13.06  | 陈悦 （上海）       | 2:13.55  | 周士博 （黑龙江）   | 2:13.91  |
|              |                                    |          |                     |          |                     |          |
| 50 仰        | 王超 （北京）                      | 26.04    | 叶景国 （广州军区） | 26.31    | 沈臻云 （江苏）     | 26.54    |
| 100 仰       | 辜标荣 （广东）                    | 57.26    | 沈臻云 （江苏）     | 57.32    | 赵峰 （河南）       | 57.69    |
| 200 仰       | 杨听宇 （黑龙江）                  | 2:00.67  | 赵峰 （河南）       | 2:01.67  | 冯嘉乐 （上海）     | 2:04.11  |
|              |                                    |          |                     |          |                     |          |
| 200 混       | 李自强 （江苏）                    | 2:02.78  | 何晓峰 （上海）     | 2:03.02  | 辜标荣 （广东）     | 2:03.53  |
| 400 混       | 李自强 （江苏）                    | 4:17.37  | 戴骏 （上海）       | 4:18.27  | 何晓峰 （上海）     | 4:20.85  |
|              |                                    |          |                     |          |                     |          |
| 4×100 自接力 | 史腾飞 李雷 王岩 王超 （北京）     | 3:20.08  | （上海）            | 3:20.19  | （广东）            | 3:24.62  |
| 4×200 自接力 | 张中朝 戴骏 冯志民 蒋海琦 （上海） | 7:17.52  | （江苏）            | 7:20.01  | （广东）            | 7:24.85  |
| 4×100 混接力 | 王超 杨凯 张胤卿 史腾飞 （北京）   | 3:43.42  | （江苏）            | 3:44.49  | （广东）            | 3:45.21  |

### 女子项目
| 项目         | 金牌                               | 金牌      | 银牌                | 银牌    | 铜牌                | 铜牌    |
| 50 自        | 朱颖文 （上海）                    | 24.99     | 唐奕 （上海）       | 25.27   | 刘欣怡 （湖北）     | 25.37   |
| 100 自       | 唐奕 （上海）                      | 54.17     | 朱颖文 （上海）     | 54.86   | 姚佳男 （广州军区） | 55.39   |
| 200 自       | 唐奕 （上海）                      | 1:56.82   | 陆滢 （上海）       | 1:59.41 | 殷畅 （河南）       | 2:00.13 |
| 400 自       | 周丽莉 （上海）                    | 4:09.59   | 高逸涵 （广州军区） | 4:10.89 | 王菲 （上海）       | 4:11.69 |
| 800 自       | 周丽莉 （上海）                    | 8:30.39   | 陈萱 （天津）       | 8:41.08 | 方晏乔 （解放军）   | 8:41.10 |
|              |                                    |           |                     |         |                     |         |
| 50 蝶        | 杨礼 （解放军）                    | 26.38     | 谢钰 （浙江）       | 26.84   | 韩天娇 （广东）     | 27.34   |
| 100 蝶       | 陆滢 （上海）                      | 58.36     | 谢钰 （浙江）       | 59.96   | 虞玥 （广州军区）   | 1:00.40 |
| 200 蝶       | 虞玥 （广州军区）                  | 2:11.06   | 周川页 （广州军区） | 2:11.74 | 李爽 （河南）       | 2:12.46 |
|              |                                    |           |                     |         |                     |         |
| 50 蛙        | 季丽萍 （上海）                    | 30.66     | 孙晔 （上海）       | 32.10   | 樊茸 （广州军区）   | 32.21   |
| 100 蛙       | 季丽萍 （上海）                    | 1:05.32AS | 孙晔 （上海）       | 1:07.55 | 樊茸 （广州军区）   | 1:07.62 |
| 200 蛙       | 史婧琳 （江苏）                    | 2:25.66   | 孙晔 （上海）       | 2:25.91 | 樊茸 （广州军区）   | 2:28.03 |
|              |                                    |           |                     |         |                     |         |
| 50 仰        | 杨礼 （解放军）                    | 27.90     | 陈燕燕 （广东）     | 28.56   | 周妍欣 （上海）     | 28.63   |
| 100 仰       | 周妍欣 （上海）                    | 1:00.43   | 姚佳男 （广州军区） | 1:01.58 | 陈燕燕 （广东）     | 1:01.93 |
| 200 仰       | 周妍欣 （上海）                    | 2:09.16   | 陈燕燕 （广东）     | 2:10.55 | 郭家瑞 （河南）     | 2:13.81 |
|              |                                    |           |                     |         |                     |         |
| 200 混       | 薛娇 （广州军区队）                | 2:13.99   | 朱晓雅 （江苏）     | 2:14.35 | 张思诗 （上海）     | 2:14.73 |
| 400 混       | 薛娇 （广州军区）                  | 4:44.22   | 陈晓彤 （海军）     | 4:44.62 | 朱晓雅 （江苏）     | 4:47.73 |
|              |                                    |           |                     |         |                     |         |
| 4×100 自接力 | 杨礼 肖翎溪 方晏乔 李雪 （解放军） | 3:42.35   | （广州军区）        | 3:43.11 | （北京）            | 3:44.88 |
| 4×200 自接力 | 朱怡韵 王菲 朱申悦 唐奕 （上海）   | 8:05.41   | （解放军）          | 8:06.17 | （北京）            | 8:08.35 |
| 4×100 混接力 | 周妍欣 季丽萍 陆滢 唐奕 （上海）   | 4:03.92   | （广州军区）        | 4:07.18 | （北京）            | 4:11.07 |

## 纪录
| 日期    | 项目                | 成绩    | 姓名   | 代表队 | 类别 |
| ------- | ------------------- | ------- | ------ | ------ | ---- |
| 8月28日 | 男子50米自由泳 决赛 | 21.95   | 史润强 | 广东   | AS   |
| 8月29日 | 女子100米蛙泳 决赛  | 1:05.32 | 季丽萍 | 上海   | AS   |

- WR  – 世界纪录
- =WR  – 平世界纪录
- AS  – 亚洲纪录
- =AS  – 平亚洲纪录
- NR  – 国家纪录
- =NR  – 平国家纪录

## 参赛队员
- 北京队
  - 男子组：史腾飞、王岩、李雷、王超、杨凯、甘芫林、孙晗、张胤卿、刘畅、黄林骋、蒋天盛、王曦明、张树槐、张晨、李根、肖磊、董徐磊、侯明达、魏宇明
  - 女子组：王忻羽、朱希希、赵骜伦、孙袆、赵璐、赵雨婷、乔红、潘晓童、韩炜、张佳琦、刘昭、石雨、于冉、刘斯文、韩婷如
- 天津队
  - 男子组：李寅翰、郑伟、冯泽、刘迪、魏堃
  - 女子组：朱雯睿、陈萱、谢萌、牛蕾、武梦婵、陈晓宝、张晓翾、杜煦佳
- 河北队
  - 男子组：李天阙、刘伟
  - 女子组：王珏、张明媚、崔卜丹
- 山西队
  - 男子组：薛瑞鹏、李丁杰、薛峰、王威雯、路毅、汪伯威、宋宸
  - 女子组：赵瑾、苗云凤、郝雪
- 辽宁队
  - 男子组：孙鹏、尹安明、侯峥、李凌太
  - 女子组：袁田、李淑一、郭君君、秦宇婷
- 黑龙江队
  - 男子组：周士博、杨听宇、孙宇臣、丁明欣、于文翰
  - 女子组：郭璠、王硕、刘曦丹、王畅、王瑜琦、贾兰、杨薇、李思琪、吴昊、盛彧、王俊莹
- 上海队
  - 男子组：刘成搏、张智涛、徐文超、江翱、纪栋、董紫华、冯志民、施扬、金涛、金珑、张中朝、何晓峰、杜夤喆、陈悦、冯洋洋、徐阳、罗俊、徐佳骅、蒋海琦、陈程、戴骏、许智杰、浦闻捷、蒋宇辉、孙云超、冯嘉乐、邝俊飞、胡一超、张杰、裘樱华
  - 女子组：王鹤菲、江文菁、季丽萍、孙晔、陈文、章玲、陆滢、周洁、周妍欣、朱倩蔚、朱颖文、庞佳颖、徐妍玮、李思、李闻、赵君、唐奕、周丽莉、袁佳未、许慧娴、孙敏婕、张思诗、朱申悦、朱怡韵、刘佳丽、雍容、张晓蕊、姜依雯、黄瑞婷、管伟娜、王菲
- 江苏队
  - 男子组：由天宇、唐毅、李自强、季志祥、唐炜、郭磊、沈臻云、刘建平、祖立军、李友伟、叶千鹏、李罡、王一帆、王鑫、钟秋实
  - 女子组：董天宁、徐维蔚、李卉、周雯婷、谢璐、章颖、史婧琳、朱晓雅
- 浙江队
  - 男子组：李圻堃、周轩昂、于诚、施浩然、骆烨钦、王之浩、边远、施迤、叶政潮、郑桐、徐嘉余
  - 女子组：谢珏、郑芸芸、许雪、陈娅、陈雅馨、陆奕婷、翁丽倩、许莉莉、蒋钰颖、张诗虹
- 安徽队
  - 男子组：汪一鸣、胡昕宇、钟桂旭、朱忠恕、田祥骅
  - 女子组：方雅婷、张颖、史文静、戴玉、高雪、夏天、顾瀚祺
- 江西队
  - 男子组：熊子骏、皮志嵩、汪钟煌、陶爽、胡逸轩、吴铂凯
  - 女子组：陈晨、陈诗韵、饶圣雪、邹雅芳、马雨晨
- 山东队
  - 男子组：王聪颖
  - 女子组：高畅、王钰涵、张琪
- 河南队
  - 男子组：冯琪、赵峰、付宇、孙博威、施尧、王聚龙、李俊楠、李宇森、刘宇、李志超、王嘉恒、王顺发、郑旭升、张昊、吴家宝、马裕尧、杨嘉豪
  - 女子组：李晨琛、王丹、闫哲、巩伟、郭佳鑫、辛敏、郭家瑞、葛金琰、吕茜茜、习亚萍、张曼、张婉玥、索冉、石雨凡、陈珂欣、董鸣鸣、李爽、殷畅、李悦、魏雪
- 湖北队
  - 男子组：邱昌中、徐烨、王忠咛、江欢
  - 女子组：严蕾、刘灵洁、黄蝶、余诗慧、彭月亮、章弘、刘欣怡、韩笑非、宋洋、张欣、吕玺婷、徐卉一、魏雪婷、陈城
- 广东队
  - 男子组：陈伟文、阮炜杰、刘润良、刘禹、史润强、龙发中、张芳强、辜标荣、王立勋、令狐子渊、吕伟洛、王玺铭、曾宪樑、李宇俊、李奕广、马俊杰、林振宇、黄嘉祺
  - 女子组：刘兰、吴碧楠、陈燕燕、刘蕴贤、胡志君、张莹、郭诗琪、成逢、李雅雯、李清、伍家婵、韩天娇
- 广西队
  - 男子组：杨欣林、刘云鹏
  - 女子组：梁昇、梁君乔、麦嘉慧、韩睿茜
- 四川队
  - 男子组：蒲雪羽、王冕、杨睿骥、曾令飞、金沿、赵智超、吕威东
- 贵州队
  - 男子组：晋煜力
  - 女子组：张雅楠
- 云南队
  - 男子组：谢智、刀宏
  - 女子组：马晓婷
- 解放军队
  - 男子组：彭飞扬、黄骏驰、刘俊午、刘欢、宋奇
  - 女子组：肖翎溪、宋晨、陈晓君、姜雨、赵雪萌、方晏乔、张爽、时宇、杨礼、李雪
- 广州军区队
  - 男子组：叶景国、黄天龙、李天皓、倪旭斌、王宏宇、柴竣、俞迎飚
  - 女子组：黎欣华、薄欣颖、吴玥乐、郑艺霏、胡晓明、林琳、周川页、樊茸、高逸涵、薛娇、虞玥、李泳欣、姚佳男、滕悦、张璐淼、徐菁、
- 海军队
  - 男子组：郑雷、谭律、邓守宏、宁泽涛、付永军、王普东、宋一道
  - 女子组：万俊阳子、王瑞琪、陆敬魏、陈晓彤、孙梦月、王军洁、杨梦、李天娇、邵琦、卓伊欣、蔡雪纯、丁泽琳、江悦、严文婷
- 齐齐哈尔队
  - 男子组：王子、孙子瀚、赵炫铭、付言庆
- 福建队
  - 男子组：黄长端